# Айхштет
Айхштет (нім. Eichstätt) — місто в Німеччині, районний центр, розміщується в землі Баварія.
Підпорядковується адміністративному округу Верхня Баварія. Входить до складу району Айхштет. Населення становить 13 343 ос. (станом на 31 грудня 2020). Займає площу 47,84 км². Офіційний код — 09 1 76 123.
У місті розташована пам'ятка архітектури Баварії, готичний Катедральний собор Пресвятої Богородиці, Пресвятого Спасителя та святого Віллібальда.

## Освіта
Католицький університет Айхштетт-Інгольштадт